# Antonio Leão
Antonio Fernando Teixeira Leão, conhecido como Antonio Leão ou simplesmente Leão, (Rio de Janeiro, 9 de novembro de 1954) é um técnico de voleibol de quadra e de praia brasileiro. Começou sua carreira de técnico de quadra em 1974 nas categorias de base da AABB do Rio de Janeiro. Ganhou diversos títulos estaduais e nacionais por AABB, Fluminense, Botafogo, Tijuca. e Supergasbras.

## Carreira
Em 1982 foi auxiliar-técnico de Jorge Barros de Araújo no comando da Seleção Brasileira de Vôlei. Assumiu o cargo novamente em 1988, ao lado do técnico Bebeto de Freitas. Junto com Bernardinho, nas Olimpíadas de Seul, obtiveram a 4ª colocação.
De 1988 a 1991 foi técnico da equipe feminina Supergasbras.
Em 1992 foi campeão juvenil feminino pelo Botafogo.
Em 1993 montou a equipe adulta feminina do Tijuca e ajudou a desenvolver novos talentos nas categorias de base do clube até início de 1995.

### Vôlei de praia
Em 1995 decidiu aceitar o desafio de ser técnico de vôlei de praia com a dupla Guilherme/Pará.  
Em 1997, com a dupla Guilherme Luiz/Rogério Pará, foi campeão do FIVB sobre a dupla dos Estados Unidos Ceman/Whitmarsh. Em uma arena montada no Central Park, em Nova Iorque, foi a sede da segunda participação do vôlei de praia no Goodwill Games e com Antonio Leão como técnico, o Brasil ocupou o lugar mais alto do pódio. Ouro para Guilherme/Pará sobre a dupla americana Kiraly/Johnson. E no mesmo ano foi campeão do Swatch FIVB World Tour 1998.
No ano de 1998 também começou a treinar a dupla japonesa M. Teru Saiki / Y. Takahashi, e na olimpíada de 2000 em Sydney esta dupla obteve o 4º lugar, que é a melhor colocação do Japão na história do vôlei de praia.
Em 2001 com a dupla Tande/Emanuel foi novamente campeão do Swatch FIVB World Tour e campeão do Circuito Banco do Brasil.
Em 2004 Leão foi campeão do Circuito Banco do Brasil com a dupla Tande/Franco.]

#### Seleção brasileira
Como técnico da seleção brasileira de vôlei de praia masculina de 2010 a 2011, Leão obteve resultados expressivos nas categorias sub-19, sub-21 Vitor/Marcos e adulta.